# Pilotering
Pilotering eller pælefundering er etablering af fundament ved at nedramme pæle i jorden. Førhen har man brugt pæle af egetræ, der holder godt i fugtig jord. I dag benytter man pæle af armeret jernbeton, der rammes ned af store maskiner, såkaldte rambukke. Man kan også udstøbe armeret beton i forborede huller. Pilotering er en bekostelig måde at bygge på, som normalt først besluttes efter at en geoteknisk undersøgelse af byggegrunden har påvist vanskelige funderingsforhold.